# エーリヒ・フラウワルナー
- フラウワルナー
- フラウワルネル
- フラウヴァルナー
- フラオヴァルナー

エーリヒ・フラウワルナー（Erich Frauwallner、1898年12月28日 - 1974年7月5日）は、オーストリアのインド学者・仏教学者。ウィーン大学名誉教授。インド哲学・仏教哲学研究の開拓者の一人。

## 生涯
1898年、ウィーンのヴェーリングにて学者の家庭に生まれる。ギムナジウム生徒の頃からサンスクリットの独学を始める。第一次大戦で兵役に就いた後、ウィーン大学に入学。西洋古典学・インド学・イラン学を修め、1921年、ラテン語論文で哲学博士の学位を得る。ウィーン19区のギムナジウムでラテン語・ギリシア語の教員を務めつつ、大学教授資格取得の準備をし、1928年、『マハーバーラタ』とウパニシャッドの研究により、ウィーン大学無給講師の資格を得る。1939年、ウィーン大学員外教授に就任する。
ナチスに意識的に加担し、第二次大戦後、ウィーン大学から解雇される（非ナチ化）。以降、在野研究者として貧困に耐えつつ、息子に先立たれるなど苦難の時期を過ごす。
1955年、ウィーン大学助教授として復職。ウィーン大学インド学研究所の創設に携わる。1964年、健康上の都合により退職。以降も研究を続け、1974年に逝去した。

## 学問・業績
主著に以下がある。
- Geschichte der indischen Philosophie（『インド哲学史』、1953-1956年、全2巻、未完）
- Die Philosophie des Buddhismus（『仏教哲学』、1956年、全1巻、未完）

業績は仏教論理学・唯識・アビダルマ・ジャイナ哲学・サーンキヤ・ニヤーヤ・ヴェーダーンタ・シヴァ派・年代確定など多方面に及ぶ。「世親二人説」の提唱者でもある。
生涯を通じてサンスクリット・ラテン語・ギリシア語・中高ドイツ語・チベット語・中国語・日本語など多言語を学んだ。
手法は文献学的・実証的とされる。ただし、ナチスやアーリア優位主義の影響を受けているという批判もある。
先人のシチェルバツキーや宇井伯寿が開拓した仏教哲学研究に、全体の展望を与え、後進に道を示した。また、ビューラーらが創始した後衰退していた、ウィーン大学のインド学の伝統を再興した。
教えを受けた人物に、シュミットハウゼン、シュタインケルナー、ミッテルベルガー、オーバーハンマー、フェッター、ベッヘルト、梶山雄一、服部正明、雲井昭善らがいる。
著作の日本語訳が数篇ある。

## 栄誉
- ウィーン大学名誉教授[3]
- オーストリア学士院会員（1955年）[10]
- ドイツ東洋学会名誉会員（1972年）[11]
- ゲッティンゲン学士院遠隔地会員（1973年）[11]